# Джумбі
Джумбі — об'ємні коробки (пляшки, банки), що імітують продукт в збільшеному масштабі. Вони використовуються, як правило, у великих магазинах. Їх підвішують під стелю, або розміщують на вітринах або ставлять на полиці. Є варіанти джумбі у вигляді величезних упаковок соку або величезних надувних пляшок, які зорово домінують як в торговому залі, так і в підсвідомості покупців.